# Csaitika

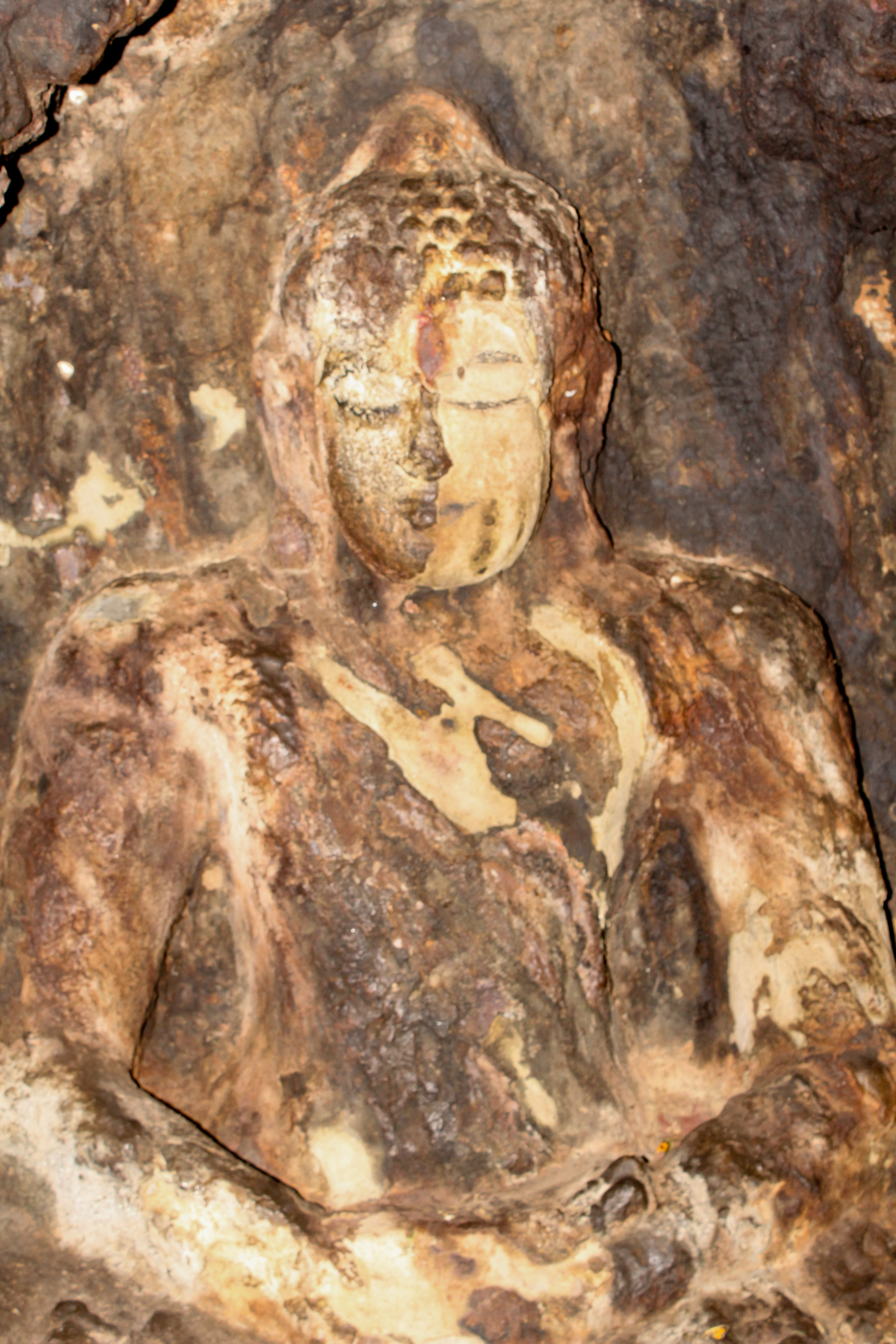
Buddha szobor a Boddzsannakonda zarándokhelyen, Ándhra Prades

A csaitika (szanszkrit; kínai: 制多部, pinjin: Zhìduō Bù)  korai buddhista iskola, amely a mahászánghika irányzatból alakult ki. A csaitikák nézetei főleg India déli hegyeiben terjedtek el - innen az iskola elnevezése is. A páli szövegekben ennek a szektának a szerzeteseit általánosan andhakáknak nevezték, amely az Ándhra régióra utal.

## Története
A csaitikák a mahászanghika iskolából váltak ki az i.e. 2. században. A Mathura régióban található i.e. 1. századi mahászanghika feliratok bizonyítékokat hordoznak. A Sáriputrapariprccsá-szútra alapján a csaitikák Buddha halála után 300 évvel váltak külön szektává. A Krisna-folyó völgyének ősi buddhista helyszínei - például az Amarávati, a Nágárdzsunakondá és a Dzsaggajjapeta - minimum az i.e. 3. századra vezethetőek vissza, ha nem korábbra.
A csaitika iskolából fejlődhetett ki később az aparasaila és az uttarasaila (vagy más néven púrvasaila) iskolák. Így együttesen a mahászanghika dél-indiai vonulatának jelentős részét képezték. Még két fontos szekta nőtt ki a csaitaka iskolából: a rádzsagirika és a sziddhárthika.
Állítólag a csaitikáké volta a Száncsi buddhista emlékek közt található nagy sztúpa. Ezt az építményt a 3. században emeltette Asóka király és buddhista zarándokhellyé vált. Ezen felül az Adzsantai barlangtemplomokban az egyetlen korai buddhista szektára vonatkozó felirat a csaitikákat említi (egy képen a 10. barlangban).
Amikor Hszüan-cang utazó, fordító, buddhista szerzetes ellátogatott Dhánjakataka faluba, azt találta, hogy a helyi szerzetesek mahászánghikák voltak, és elsősorban a púrvasailákat említette. A település közelében találkozott két mahászanghika bhikkhuval (szerzetes) és hónapokon át tanulmányozta velük az mahászanghika abhidharmát és egyéb mahájána szútrákat.

## Tanok
A déli mahászanghika iskolák, ahogy a csaitika is, a bodhiszattva ideált támogatták az arhattal szemben. Az arhatokat esendőnek tekintették, akikre még jellemző a tévelygés. A csaitaka irányzatban nagyon kihangsúlyozták Gautama Buddha természetfeletti képességeit.